# 滕伯文
滕伯文，姬姓，名文，為西周諸侯國滕國君主之一，是滕國第6任君主，滕侯虎的侄子，西周昭穆時期人物。生卒年及在位時段不詳，相關史料僅見於《禮記·檀弓上》。
| 前任： 滕侯虎不明 | 西周滕國君主 在位時間不詳 | 繼任： 中約隔三世至滕仲 |